# María Isabel
María Isabel López Rodríguez (Ayamonte, Huelva, 4 de gener de 1995), més coneguda com a María Isabel, és una cantant solista, actriu, presentadora i model espanyola. Va saltar a la fama en el Festival Eurovisió Infantil 2004 amb la seva cançó Antes muerta que sencilla, amb la qual es va proclamar vencedora del festival el 20 de novembre de 2004. Les seves cançons tenen ritme flamenc encara que amb un toc de pop anomenades per ella pop-aflamencado.
Va llançar el seu primer debut en el mateix any, titula No me toques las palmas que te conozco i amb el tema guanyador del Festival d'Eurovisió Junior 2004 Antes muerta que sencilla amb Universal Music Group i Val Music i a nivell internacional amb Avex. En el 2005, 2006, 2007 i 2009 ha llançat els àlbums número 2, Capricornio, Ángeles S.A. i Los Lunnis amb María Isabel respectivament.
Després de la seva victòria va treure un disc a la venda, amb la cançó guanyadora i unes altres com No me toques las palmas que te conozco i un disc al costat dels seus companys de eurojunior 2004 que contenia les cançons Antes muerta que sencilla, mira nene i algunes com lluvia o nuestra amistad cantades juntament amb els seus companys de Eurojunior 2004. Després del seu èxit va treure una edició especial del seu àlbum No me toques las palmas que te conozco i una coneguda editorial li va proposar treure un àlbum de croms amb fotos dels millors moments passats per aquesta.
Al seu poble natal, Ayamonte, la van nomenar filla predilecta i van fer un parc infantil amb una escultura en ell. Va ser l'encarregada de lliurar el trofeu del Festival d'Eurovisió Infantil 2005 a la guanyadora, Ksenia Sitnik, la participant belarussa i també va nomenar al guanyador que representaria a Espanya en Eurojunior 2005 que va ser Antonio Jose.
número 2, amb la sortida d'aquest àlbum va aprofitar per treure a la venda la seva pròpia colònia anomenada María Isabel número 2. L'any 2006 va treure a la venda el disc Capricorn. En 2007 va realitzar una pel·lícula titulada Ángeles S.A. acompanyada d'un disc amb les cançons de la pel·lícula i que va collir gran èxit, en la qual va compartir enregistrament amb Anabel Alonso, Pablo Carbonell i Oscar Casas. L'any 2008, va ser una de les artistes convidades al programa concurso Al pie de la letra. Des de principis de 2009 i fins a 2011 va presentar el programa infantil de televisió Los Lunnis i a la fi del 2009 un disc anomenat Los Lunnis con María Isabel.
Ha estat desfilant en Simof i actuant en petits llocs, durant el seu descans en la música. En 2015 torna a la vida pública després d'un temps allunyada de la música, estrenant un nou senzill, titulat La vida solamente es una. Al novembre d'aquest mateix any llança Yo decido, el seu sisè àlbum d'estudi, amb 10 nous temes produïts per David Santisteban.
Al desembre del 2015, s'anuncia que María Isabel era un dels sis candidats per a representar a Espanya en el Festival de la Cançó d'Eurovisió 2016 amb el primer single del seu sisè àlbum d'estudi, La vida solamente es una. L'1 de febrer de 2016 va tenir lloc la gala de selecció del representant, sota el nom Objectiu Eurovisió en La 1. On María Isabel va quedar quarta en el resultat de les votacions del públic amb 36 vots, sent finalment triada Barei.

## Carrera

### 2005
María Isabel arriba al Japó, i Amèrica amb el seu primer àlbum sent un èxit rotund, Es presenta per primera vegada als Estats Units als programes El gordo y la Flaca i Sábado Gigante, A Miami fa un concert al que assisteix molta gent i una sessió de fotos. Es presenta per primera vegada a Mèxic al programa Código F.A.M.A. Internacional amb el seu èxit Antes muerta que sencilla, mentre que a Espanya fa concerts per diferents ciutats i prepara a l'estiu el que seria el seu segon disc d'estudi María Isabel número 2 María Isabel llança el segon àlbum a l'octubre col·locant-se en el número 1 de les llistes d'Espanya i Europa juntament amb el single Pues va ser que no, pròximament i En mi jardín pertanyent a una pel·lícula de Barbie i una gira per Espanya amb la cançó escrita per ella

### 2006
María Isabel segueix progressant i en l'estiu del 2006 grava el que seria el seu tercer àlbum d'estudi titulat Capricorn amb 15 cançons noves. El 21 de novembre María Isabel estrena un nou videoclip a TVE amb Marisol anomenat Tómbola, igual que participa en la Gal·la FAO amb De Que Vas. Va cantar Esos besos que me das amb Manolo Escobar en un festival en Ayamonte a favor de l'Associació de Pescadors De Huelva (APO) a la tardor del 2006.

### 2007 - debut al cinema
Per primera vegada de la mà d'Antena 3 i DeAPlaneta Films María Isabel debuta al cinema amb el que seria Ángeles S.A. una comèdia nadalenca on ella és el paper principal cridant-se com el seu mateix nom María Isabel. El rodatge dura tot l'estiu quan María Isabel té temps lliure i està fora del col·legi. El 27 de novembre el seu quart àlbum d'estudi titulat com la pel·lícula que inclou 6 cançons de la pel·lícula i 3 més juntament amb 3 pistes karaokes i un DVD, juntament amb aquest es llancen els singles Cuando no estás i El mundo al revés. Al desembre estrena el que és la seva primera pel·lícula Ángeles S.A. que va ser tot un èxit de taquilla.

### 2009
Al febrer del 2009 es presenta en Que noche la seva primera aparició del 2009 en televisió. En aquest mateix mes fa una audició per al programa dels Lunnis en Televisió Espanyola (TVE) queda amb el paper i s'inicia la remodelació dels Lunnis, comença la primera temporada i María Isabel apareix 2 mesos complets en la pantalla de TVE. Val Music anuncia un nou projecte musical i a l'estiu dona un concert amb motiu de l'aniversari d'un parc a Madrid. Arriba la segona temporada dels Lunnis i al novembre llança Los Lunnis con María Isabel un disc que conté els èxits dels Lunnis i 2 noves cançons de María Isabel.

### 2010
L'any 2010, María Isabel estrena la cinquena temporada dels Lunnis. Els productors del JESC consideren a María Isabel per presentar el Festival d'Eurovisió Junior 2010 al novembre, però el seu mánager rebutja l'oferta. L'11 de juny va aparèixer al programa andalús Que noche, que s'emet en Canal Sur, on parla dels seus plans de futur i d'un nou disc. Al setembre grava el tema 'Micifuz i Robustiana' per col·laborar en la producció de Val Music i Cantores de Híspalis, 'La Gran Fiesta de las Sevillanas' i posteriorment la conviden a una gala del mateix disc. Al novembre es presenta en el Festival d'Eurovisió Junior 2010 com convidada estrella i va cantar una part de Antes muerta que senzilla en un medley per recordar a tots els guanyadors del concurs. En el seu viatge a Belarús va donar a conèixer oficialment que en el 2011 gravarà un nou disc i que es publicarà en el mateix any. Però això no va succeir.

### 2011
S'emet entre gener i febrer la seva pel·lícula Ángeles S.A. en més de dotze països europeus per la cadena HBO. Al febrer, per segon any consecutiu, es presenta com a col·laboradora de Carmen Vega en la desfilada de moda flamenca anual SIMOF a Sevilla. S'ha presentat novament amb els Cantores de Hispalis en Canal Sud cantant Micifuz i Robustiana i l'han entrevistat al programa La Tarde, Aquí y Ahora i a més cant Cuando No Estas.

### 2012/2013
María Isabel es presenta en l'Especial de Reyes de Que noche per començar amb l'any. Es presenta a Simof per Tercer Any consecutiu en la col·lecció de Carmen Vega - Presumidas y coquetas. A l'estiu d'aquest any en una curta entrevista per part de Telecinco María Isabel parla dels seus plans en el futur que són com a prioritat seguir estudiant, però també tornar a la música. María Isabel va explicar que estudiarà Comerç i Màrqueting per obrir la seva pròpia tenda de roba, un dels seus somnis a més de la música. L'any proper 2013, es presenta per quarta vegada en el Salón Internacional de la Moda Flamenca al costat de la Regna Gitana i Rocío Márquez i també en la Passarela Flamenca Jerez.

### 2014
María Isabel ha estat entrevistada per EFE, i parla sobre els seus plans de tornar a la música, de fet, ja es trobava en procés creatiu del disc, rebent temes per definir un nou estil. També que es troba preparant-se vocalment, ja que la seva veu ha canviat des del seu últim enregistrament en 2009 (amb Els Lunnis con María Isabel). A més ha dit que entre els seus projectes a futur es troba l'obrir una sabateria i tenda d'accessoris de moda al seu poble Ayamonte que quíza porti el nom de la seva cançó més famosa: Antes muerta que senzilla. Aquesta notícia va sortir a diversos portals web com Yahoo, Terra i 20 minutos. El 29 de juny de 2014 va reaparèixer al programa Que tiempo tan feliz! de María Teresa Campos emès per Telecinco, en el qual va cantar el seu reeixit tema Antes muerta que senzilla, i posteriomente va ser entrevistada.

### 2015
Es va preparar com a actriu i va preparar el seu nou disc que va sortir a la venda el 27 de novembre de 2015 i porta per títol Jo decido. El primer single d'est, titulat La vida solo es una, va ser llançat el dia 30 d'octubre de 2015 en les plataformes digitals amb una gran expectació entre els usuaris. La cançó, va ser estrenada en algunes ràdios Andaluses entre elles la Radio Canal Festa. El teaser del videoclip oficial va ser llançat al canal oficial de María Isabel en YouTube el dia 24 d'Octubre d'aquest mateix any.
Després del llançament del seu nou disc, la cantant es troba promocionant-ho per diferents programes de les cadenes de televisió de Canal Sud o Telecinco. Al desembre, María Isabel va imitar a Rihanna al programa d'Antena 3, Tu cara me suena, amb la cançó We Found Love. També s'ha confirmat que a principis de 2016 la cantant tindrà dates i signatures del seu nou disc a diferents ciutats d'Espanya a més d'una gira per diferents ciutats.
A la fi d'any, es va confirmar que María Isabel es trobava en la pre-selecció dels sis candidats de RTVE per aspirar a ser representant d'Espanya el 14 de maig de 2016 en el Festival d'Eurovisió a Estocolm. El mateix dia, es va dir que la cançó amb la qual volia representar al país era alguna cosa bailable, amb aires frescos i que feia treure el millor d'ella.

### 2016
El 20 de gener, es confirma que la cançó amb la qual intentarà anar al Festival de la Cançó d'Eurovisió 2016 en la preselecció Espanyola de l'1 de febrer que sera emesa per la 1, Objectiu Eurovisió, és La vida es solo una, primer single del seu més recent àlbum, Yo Decido. María Isabel no va aconseguir anar al festival, quedant quarta en la classificació del programa i sent la tercera més votada pel públic (36 punts).

## Discografia
| Any  | Informació | Llista | Certificacions |
| Any  | Informació | ÉS     | Certificacions |
| ---- | --- | ------ | -------------- |
| 2004 | No me toques las palmas que me conozco - Primer Àlbum d'Estudi - Llançat: 2 de novembre de 2004 - Format: CD - Edicions: Edició Especial, Edició Japonesa (Bonus Tracks), Edició Francesa (Portada Alternativa), Edició per a Itàlia (Enhanced CD), Edició per a Polònia (Portada Alternativa) - Segell: Val Music / BMG (Solament França) / Sony Music (Solament Itàlia) / AVEX (Solament Japó) / Universal Music (Amèrica) | 1      |                |
| 2005 | número 2 - Segon Àlbum d'Estudi - Llançat: 2 d'octubre de 2005 - Format: CD - Edicions: Edició amb DVD + Perfumi - Segell: Val Music | 7      |                |
| 2006 | Capricornio - Tercer Àlbum d'Estudi - Llançat: 21 de novembre de 2006 - Format: CD - Segell: Val Music | 11     |                |
| 2007 | Ángeles S.A. - Quart Àlbum d'Estudi - Llançat: 27 de novembre de 2007 - Format: CD - Segell: Universal Music i Val Music | 7      |                |
| 2009 | Los Lunnis con María Isabel - Soundtrack amb Noves Cançons de María Isabel - Llançat: 10 de novembre de 2009 - Format: CD - Segell: Universal Music i Val Music | 68     |                |
| 2015 | Yo Decido - Cinquè Àlbum d'Estudi - Llançat: 27 de novembre de 2015 - Format: CD - Edicions: ? - Segell: Nova Generació d'Artistes | ?      |                |

- 2004: Antes muerat que sencilla
- 2004: No me toques las palmas que me conozco
- 2004: La vida es bella
- 2005: Pues va a ser que no
- 2006: En mi jardín (Hope Has Wings)
- 2006: Quien da la vez
- 2006: De què vas
- 2007: Estrellas de cristal
- 2007: El mundo al revés
- 2007: Cuando no estás
- 2009: Cosquillitas
- 2015: La vida solo es una

## Cinema
María Isabel va debutar al cinema al costat de Pablo Carbonell i Anabel Alonso en la pel·lícula Ángeles S.A. que explica la història d'una nena que porta el mateix nom que María Isabel la qual perd al seu pare en un accident d'avió. El seu pare en adonar-se que no té un àngel de la guarda qui la cuidi decideix baixar a la terra en el cos d'un professor de música de María Isabel.
La pel·lícula va ser guanyadora d'un premi Mexicà en el Festival Internacional de Cinema de Guadalajara.
La pel·lícula va sortir a la venda en DVD el dia 30 de Ábril del 2008, i més tard en el 2010 va ser re-llançada a França sota el nom de Angeles.

## Perfum
María Isabel va llançar el seu primer perfum per a nenes anomenat María Isabel número 2 igual que el seu segon àlbum d'estudi. El perfum es va vendre en totes les perfumeries d'Espanya. Aquest perfum es va vendre al costat d'un DVD que incloïa el making of del disc, imatges de la gira, fotos i extres del disc María Isabel número 2.

## Model
María Isabel participa per primera vegada com a Model en el 2010 en el Salón Internacional de la Moda Flamenca (SIMOF) en la col·lecció de Carmen Vega anomenada Prop del Arcoíris. A més de modelar per a la col·lecció també va interpretar la cançó Prop del Arcoíris que portava el mateix nom que la col·lecció.
Participa posteriorment en el 2011 i 2012 novament en SIMOF i en les col·leccions de Carmen Vega anomenades Bella i Presumidas y coquetas respectivament. També es va presentar a modelar per primera vegada en La Passarela Flamenca de Jerez el 2011 amb la col·lecció Bella de Carmen Vega. El febrer del 2013 fa la seva quarta aparició el Salón Internacional de la Moda Flamenca modelant la col·lecció de Carmen Vega Me embrujaste al costat de la Reina Gitana i Rocío Márquez. Per segona vegada en Febréro del 2013 María Isabel es presenta en La Passarela Flamenca de Jerez modelant una col·lecció de Carmen Vega.

## Pel·lícules
| Any  | Títol        | Personatge   |
| ---- | ------------ | ------------ |
| 2007 | Ángeles S.A. | María Isabel |

## Aparicions en TV
| Any       | Títol                 | Notes                             | Cadena               |
| --------- | --------------------- | --------------------------------- | -------------------- |
| 2004      | Eurojunior            | Guanyadora del festival           | La 1                 |
| 2009-2011 | Los Lunnis            | Presentadora                      | La 2                 |
| 2014      | Este es mi pueblo     | Convidada                         | Canal Sud            |
| 2015      | Se llama cobla        | Convidada                         | Canal Sud            |
| 2015      | Andalucia Directo     | Convidada                         | Canal Sud            |
| 2015      | Que noche             | Convidada                         | Canal Sud            |
| 2015      | Corazón               | Entrevista                        | La 1                 |
| 2015      | El Gran Queo          | Convidada                         | Canal Sud            |
| 2015      | Tu cara me suena      | Imita a Rihanna (convidada)       | Antena 3             |
| 2015      | La noche en paz       | Convidada                         | Telecinco            |
| 2016      | Feliz 2016            | Convidada                         | Canal Sud            |
| 2016      | Que tiempo tan feliz! | Convidada                         | Telecinco            |
| 2016      | Cine de barri0        | Convidada                         | La 1                 |
| 2016      | La mañana de la 1     | Convidada                         | La 1                 |
| 2016      | Objectivo Eurovisión  | Candidata al festival i convidada | La 1                 |
| 2016      | 90 minutos            | Convidada                         | Televisió de Galícia |